# Appendicula clemensiorum
Appendicula clemensiorum är en orkidéart som beskrevs av Jeffrey James Wood. Appendicula clemensiorum ingår i släktet Appendicula och familjen orkidéer. Inga underarter finns listade i Catalogue of Life.